# Dukus Horant
Dukus Horant heißt ein um 1300 entstandenes jiddisch-(mittel)deutsches Strophenepos, dessen Stoff enge Berührungen mit der mittelhochdeutschen Kudrun aufweist. Stilistisch und motivlich steht das Epos der Spielmannsepik und der späten Heldenepik nahe.
Erzählt wird die Brautwerbung um die griechische Prinzessin Hilde, Tochter des wilden Hagen. Der für seine Sangeskunst hochberühmte Dänenherzog Horand unternimmt die Werbungsfahrt im Auftrag des Königs Etene. In Hagens Hauptstadt gelingt es Horand mithilfe seines Gesanges, Kontakt zu Hilde aufzunehmen und sie von dem Antrag Etenes zu überzeugen. Mit der Einwilligung Hildes und ihrer Entführung während eines Hoffestes bricht der Text ab. Aus dem Hilde-Teil der Kudrun lässt sich der Fortgang der Erzählung erschließen: Die Entführung dürfte die Verfolgung durch den Vater nach sich gezogen haben.
Der Dukus Horant ist nur fragmentarisch erhalten (280 Strophen). Der Text ist in hebräischer Schrift in der sogenannten Cambridger Handschrift von 1382/83, einer altjiddischen Sammelhandschrift, überliefert. Sie stammt aus der Genisa der Ben-Esra-Synagoge in Alt-Kairo und gelangte 1896 in die Universitätsbibliothek Cambridge.